# Tephritis praecox
Espèce
Synonymes
- Trypeta praecox Loew, 1844
- Tephritis poecilura Loew, 1869

Tephritis praecox est un diptère de la famille Tephritidae et du genre Tephritis. Les ailes de l'adulte ont des tâches nettes et son corps est long de 2,5 à 3 mm. Son adomen et ses fémurs sont profondément noirs. La larve se développe au sein de la Cotonnière de France (Logfia gallica ou Filago gallica). 
Cette espèce est présente en Europe de l'Ouest (de l'Espagne jusqu'en Grande-Bretagne), dans le Sud de l'Europe (de l'Espagne jusqu'en Grèce), en Europe Centrale (jusqu'en Ukraine) et en Afrique du Nord jusqu'en Azerbaïdjan. En France, cette espèce vole de Juin à Septembre. Elle est présente dans les champs sablonneux d'Isère, des Landes, des Hautes-Pyrénées, du Var et de Corse.

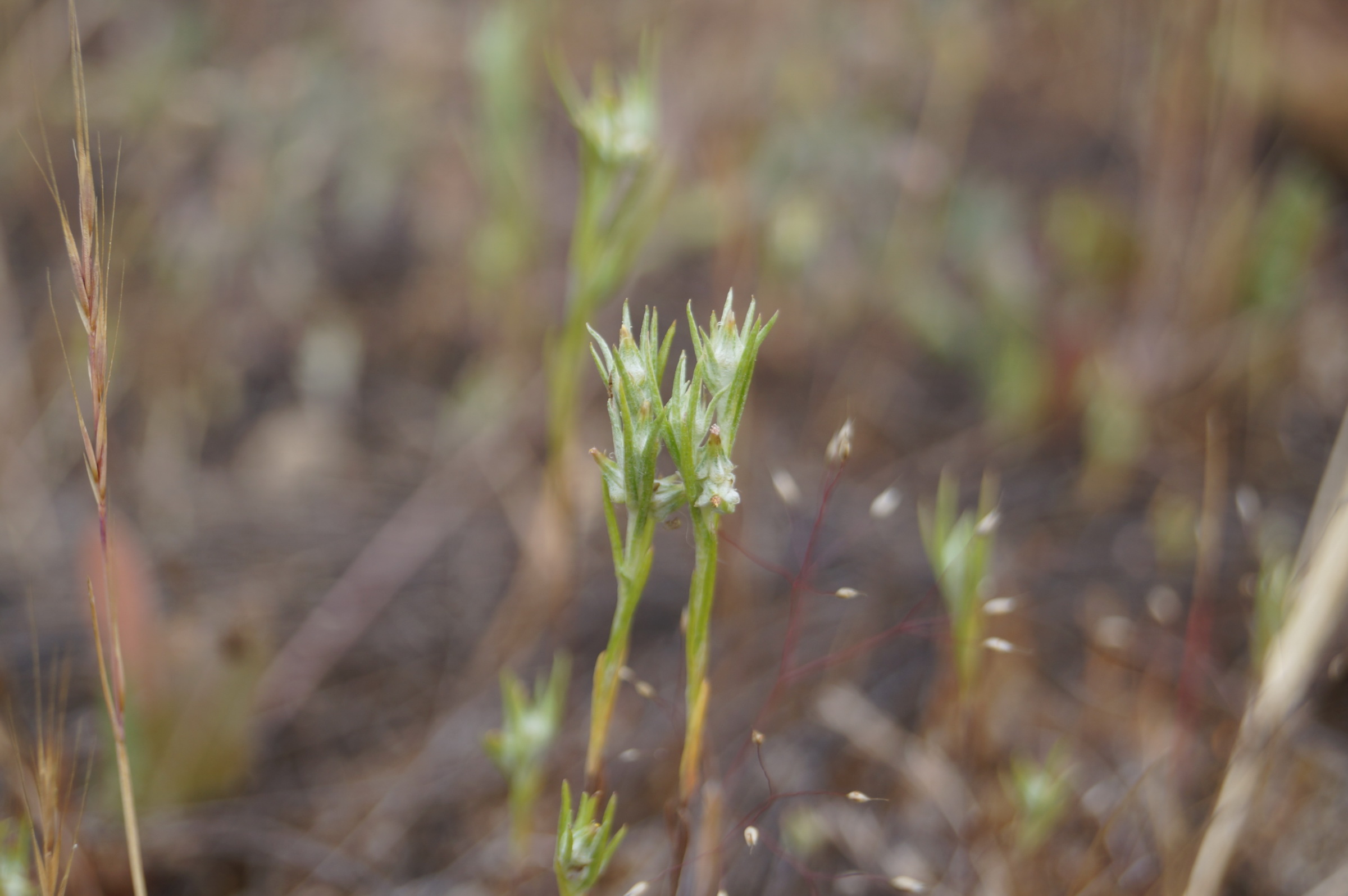
Cotonnière de France, plante hôte de la larve
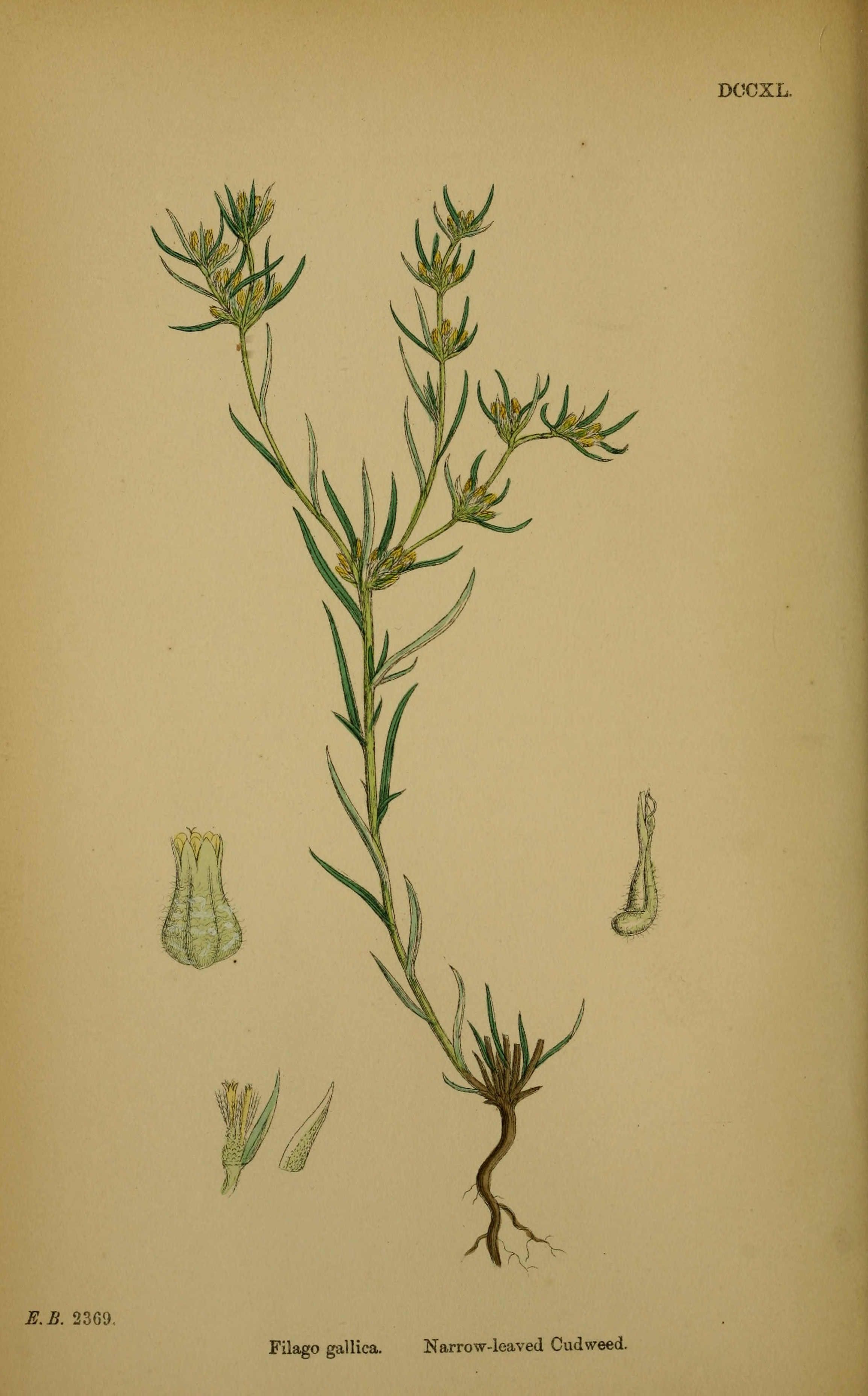
Cotonnière de France

## Référence
1. 1 2 3  (fr) Eugène Seguy, 1934, Trypetidae dans Faune de France numéro 28. Dipteres (Brachyceres) (Muscidae Acalypterae et Scatophagidae) : pages 153 et 163, Pdf
2. ↑  Fauna Europaea, consulté le  06 Novembre 2018.